# Circus Lupus
Circus Lupus — американская постхардкор-группа из Вашингтона. Группа изначально образовалась в Мадисоне, штат Висконсин, где бывший басист Ignition и Soulside Крис Томсон познакомился с гитаристом Крисом Хэмли и барабанщиком Арикой Кейсболт во время учёбы в школе. Название Circus Lupus (с англ. — «Цирк волчанок») происходит от скетча SCTV о «Цирке волчанок, цирке волков», пародийной телевизионной рекламе бродячего цирка, полностью заполненного волками, с изображением волков на трапециях и другом цирковом оборудовании. Рег Шрейдер изначально играл на басу в группе. Его заменил Сет Лоринци, когда группа переезжала из Мадисона в Вашингтон.
Группа выпустила два полноформатных альбома и семидюймовый сингл на лейбле Dischord Records. В 1992 году был выпущен альбом Super Genius (DIS63), за которым последовали сингл «Pop Man» с би-сайдом «Pressure Point» (DIS73; спродюсирован Джоан Джетт) и альбом Solid Brass (DIS79) в 1993 году. Группа также выпустила материал на лейбле Cubist Production. Участники группы участвовали в других проектах, в том числе в работе, выпущенной на чикагском лейбле Southern Records. Одной из таких групп стала Antimony, в состав которой вошли Арика Кейсболт на барабанах, Сет Лоринчи на басу и Крис Хэмли на гитаре и вокале. В 1995 году они выпустили полноформатный альбом на лейбле Double Deuce Records в Нью-Йорке. Крис Томсон и Крис Хэмли позже воссоединились, чтобы сформировать группу Monorchid, издававшуюся на лейблах Dischord и Simple Machines. Сет Лоринчи переехал в Сан-Франциско в 2000-х годах, создал группу The Quails вместе с Джен Смит и Джулианной Брайт и выпустил три компакт-диска.

## Дискография
- Super Genius (1992)
- Solid Brass (1993)

Синглы
- Tightrope Walker / Chinese Nitro 7-inch (1990, Cubist)
- Sea Of Serenity / Heathen split 7-inch w/Trenchmouth (1992, Skene!, Dischord)
- Circus Lupus 7-inch (1992, Dischord)